# Locuteur
Cet article court présente un sujet plus développé dans : Énonciation.

La communication verbale peut se définir comme l'émission de mots, porteurs de sens (ici un arbre) entre un locuteur et un interlocuteur ou destinataire.

En linguistique et en analyse du discours, le locuteur est la personne qui produit des paroles formant un message oral adressé à un récepteur (interlocuteur ou destinataire).
Il est possible que le locuteur ne soit pas l'émetteur (ou destinateur), c'est-à-dire celui qui conçoit le message. Dans ce cas, le locuteur est un intermédiaire. La distinction entre locuteur et destinateur est utile pour comprendre les mécanismes du discours rapporté.
Un locuteur natif d'une langue est un locuteur dont cette langue est la langue maternelle.
Les locuteurs ont parfois des noms spécifiques suivant la langue qu'ils parlent: 
- anglophone, germanophone, hispanophone,
- angliciste, germaniste, hispaniste
- bretonnant

En espagnol, le locutor est le speaker français qui parle dans un micro.
Toute personne maîtrisant une langue sans savoir théorique (sans formation en linguistique) est appelée "locuteur naïf",,.